# Stawowice-Kolonia
Stawowice-Kolonia – część wsi Stawowice w Polsce, położona w województwie łódzkim, w powiecie opoczyńskim, w gminie Paradyż. Stanowi samodzielne sołectwo gminy Paradyż.
W latach 1975–1998 Stawowice-Kolonia administracyjnie należały do województwa piotrkowskiego.
Wierni Kościoła rzymskokatolickiego należą do parafii  Przemienienia Pańskiego w Wielkiej Woli.